# Mimudea ignitalis
Mimudea ignitalis là một loài bướm đêm trong họ Crambidae.